# کالانکوئه
کالانکوئه(نام علمی: Kalanchoe) نام یک سرده از تیره گل‌نازیان است. این گیاه دارای گلهای ریز با گلبرگهای چهار تایی می‌باشد که به‌تازگی به صورت پرپر اصلاح شده‌است. برگها کاملاً صاف و بدون کرک و خار و به شکل بیضی می‌باشند. ساقه‌ها در جوانی آبدار و شکننده هستند ولی از سال دوم ساقه‌ها چوبی می‌شوند.

## گل انگیزی
گلهای کالانکوئه به رنگهای قرمز، صورتی، نارنجی، زرد و سفید وجود دارد. گلدهی کالانکوئه پس از سرمادهی (و رنالیزاسیون یا بهارش) شروع می‌شود. به این صورت که دوره رویشی و رشد گیاه در دمای بالا انجام می‌گیرد و گل انگیزی (Flower induction)از زمانی انجام می‌شود که برای مدت چهار هفته در دمای پایین‌تر از ۱۰ درجه قرار بگیرد. پس از طی این دوره یعنی اواخر زمستان گلها به صورت خوشه ای رشد می‌کنند و گلدهی از بالای خوشه آغاز می‌شود. عمر هر گل در دمای ۱۸ درجه حدود ۶ روز می‌باشد. ضمناً این گیاه به دلیل آبدار و گوشتی بودن در دماهای زیر ۲ درجه آسیب می‌بیند.
این گیاه در برابر شرایط نامساعد گرم سازگار شده‌است و با ذخیره آب در برگها در شرایط خشک از آنها بهره می‌برد.

## افزایش
برای افزایش این گیاه می‌توان از قلمه برگ و ساقه بهره برد. غالباً جوانه به‌دست آمده از قلمه برگ، گیاه قوی‌تر و درشت‌تری پدید می‌آورد. این گیاه حتی در شرایط رطوبت پایین نیز ریشه‌های هوایی کوچکی می‌رویاند که می‌تواند در تکثیر به‌کار رود.

## آفت‌ها
این گیاه جزو گیاهان پایدار در برابر آفت‌ها و بیماری‌ها می‌باشد و به جز شته‌های قرمز که از ساقه‌های گلدار این گیاه بهره‌گیری می‌کنند غالباً آفت دیگری تمایلی به بهره‌مندی از این گیاه ندارد.

## برخی از مشکلات

### قرمز و سپس زرد شدنبرگ گیاه
اگر رنگ برگ‌های گیاه، حتی برگ‌های تازه آن رو به زردی و قرمزی می‌روند به گمان فراوان آبیاری گیاه بیش از اندازه بوده‌است. این درست است که از شرایط نگهداری این گیاه یکی مکان مرطوب است، اما آبیاری بیش از اندازه نیز موجب مرگ گیاه خواهد شد. بهترین روش یافتن زمان درست آبیاری با لمس کردن خاک گلدان انجام می‌شود. اگر خاک گلدان به نسبت خشک بود، آنگاه کالانکوئهٔ خود را آبیاری کنید. آبیاری گیاه باید به آرامی انجام گیرد تا ساقهٔ پایینی آن خیس نشود. پس از آبیاری بگذارید تا آب از زیر گلدان خارج شده و سپس زیر گلدانی را نیز از آب خالی کنید. اگر رطوبت گیاه بسیار زیاد باشد ریشه‌ها زود فاسد شده و این موجب سستی و در پایان خشکی برگها و گلهای گیاه خواهد شد.

### پوسیدگی برخی از ساقه‌ها
اگر در گلدان شما از خزه برای تزئین بهره‌گیری شده باید آنها را بردارید. پوسیدگی ساقه گیاه به علت آبیاری فراوان و خیس ماندن زیاد گیاه است. پس اولین کار برداشتن خزه در صورت وجود است. در گام دوم آبیاری را کاهش دهید و میان دو آبیاری باید خاک گلدان خشک شود و زهکشی را هم بررسی کنید که گرفته نشده باشد و در آخر باید آب زیر گلدان را دور بریزید.

### زرد شدن و ریزش برگ‌های کهنه
اگر کالانکوئهٔ شما دچار ریزش برگ‌های پایینی و کوچک بودن برگ‌های جوانتر هست. آنگاه زهکشی را بررسی کنید تا منافذ آن بسته نشده باشد در ضمن آب زیر گلدانی را حتماً بریزید و هر دو هفته یکبار به گیاه کود کامل بدهید و شرایط نوری گیاه خود را بررسی کنید.
یک احتمال دیگر هم می‌تواند این باشد که گیاه شما دچار کمبود ازت است (کمبود مواد مغذی خاک گلدان). با کودهایی که دارای ازت بیشتری هستند گیاه را تقویت کنید.

### چرا گیاه کالانکوا گل نمی‌دهد
ناتوانی در گلدهی، گلهای بدشکل و یا کاهش تعداد گل در گیاه می‌تواند در اثر دماهای خیلی بالا یا پایین پدید آید.

### غیر عادی شدن رنگ برگها
نور فراوان باعث پیدا شدن رنگ غیر عادی در برگ ها می شود و مقدار آنتوسیانین در برگ ها افزایش یافته و برگ ها با رنگ قرمز نامطلوبی ظاهر می شوند. اگر تعداد روزهای کوتاه ناکافی باشد، گلها غیر عادی خواهد بود و براکته‌های پوسته‌ای کوچک، در گل بزرگ شده و مشابه برگ می شوند. این پدیده به نام فیلودی (برگسانی) معروف است.

## نگارخانه

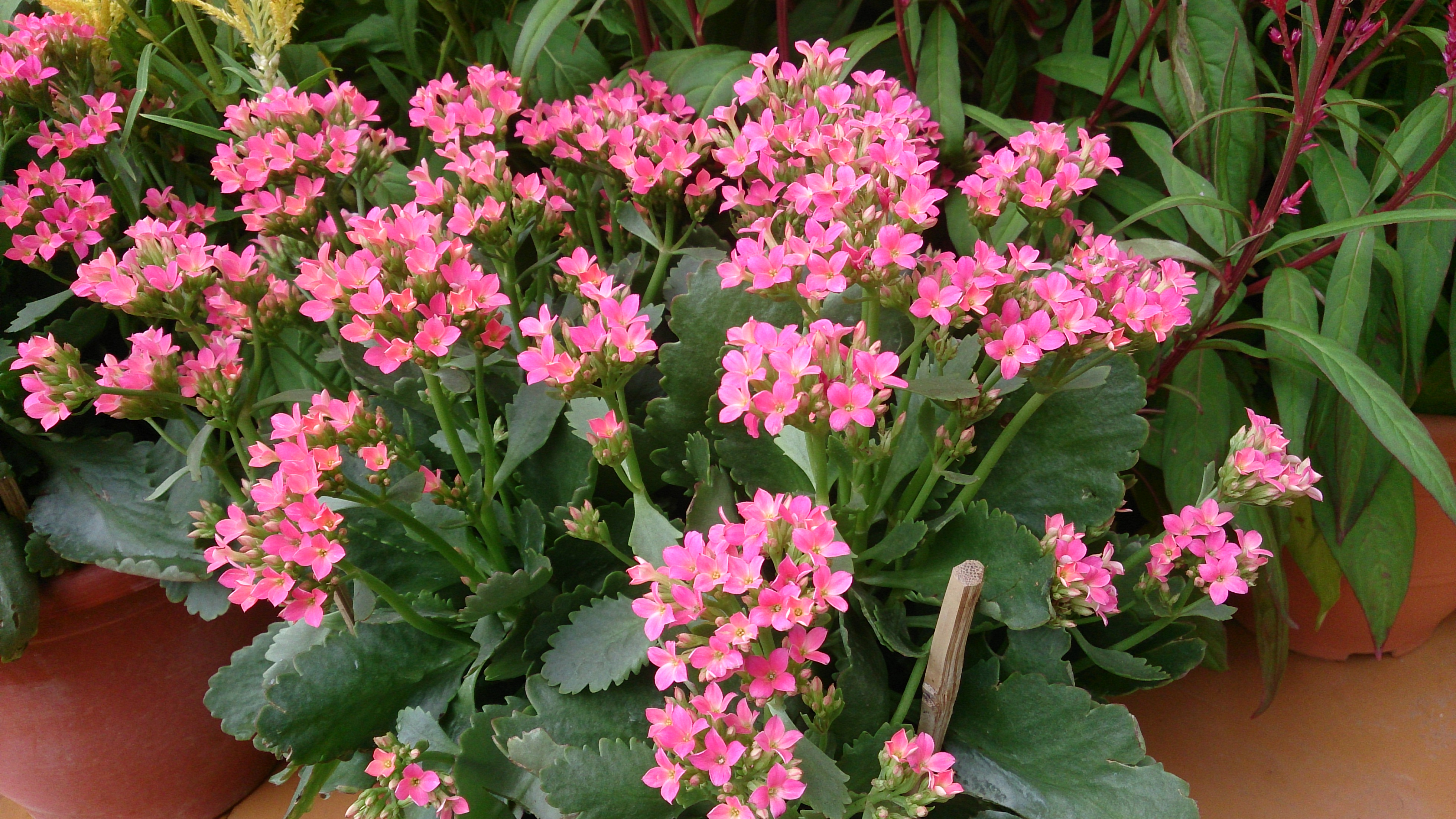
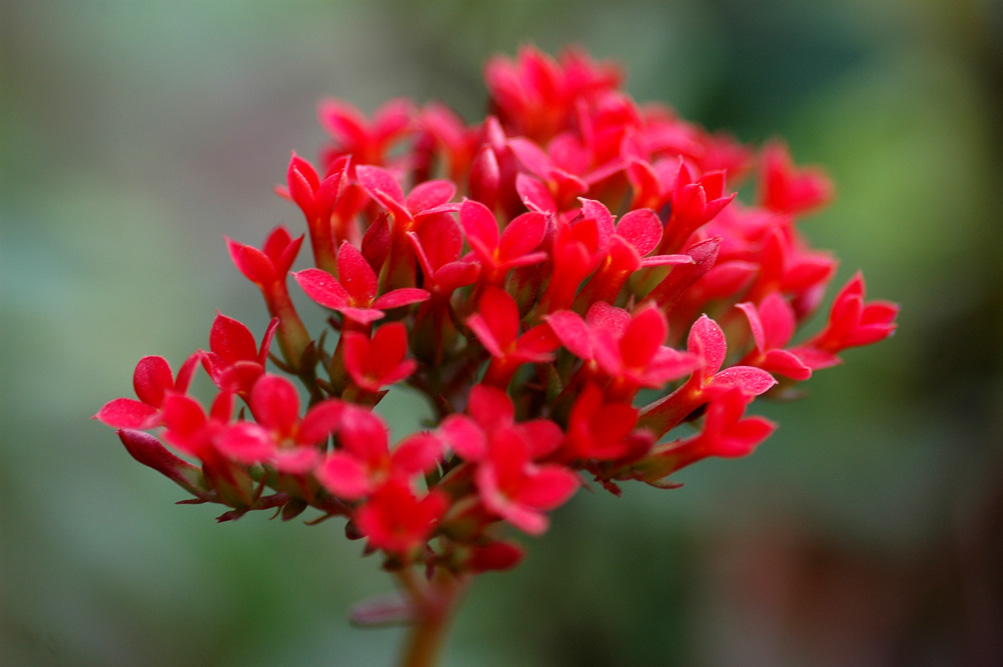
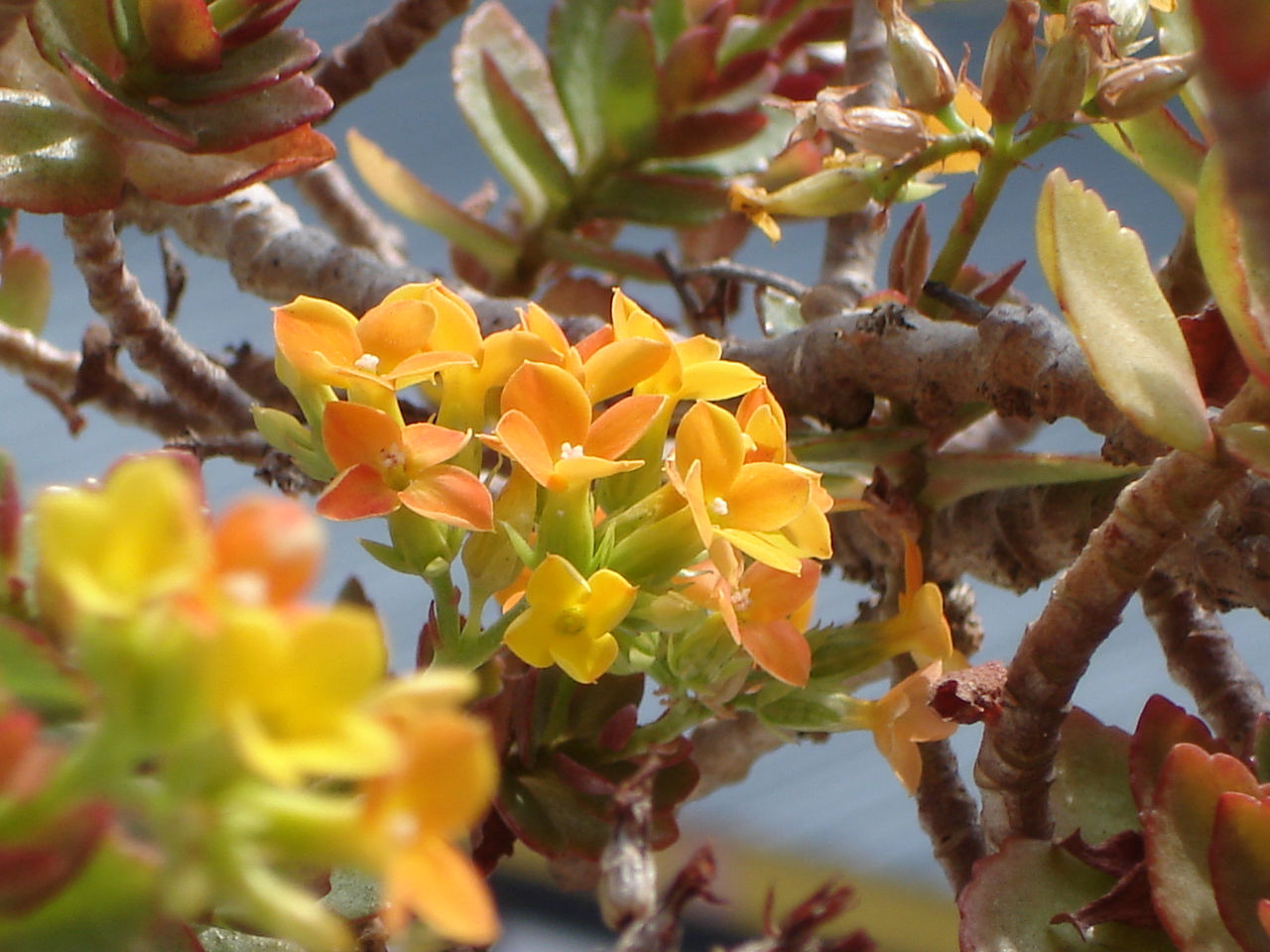
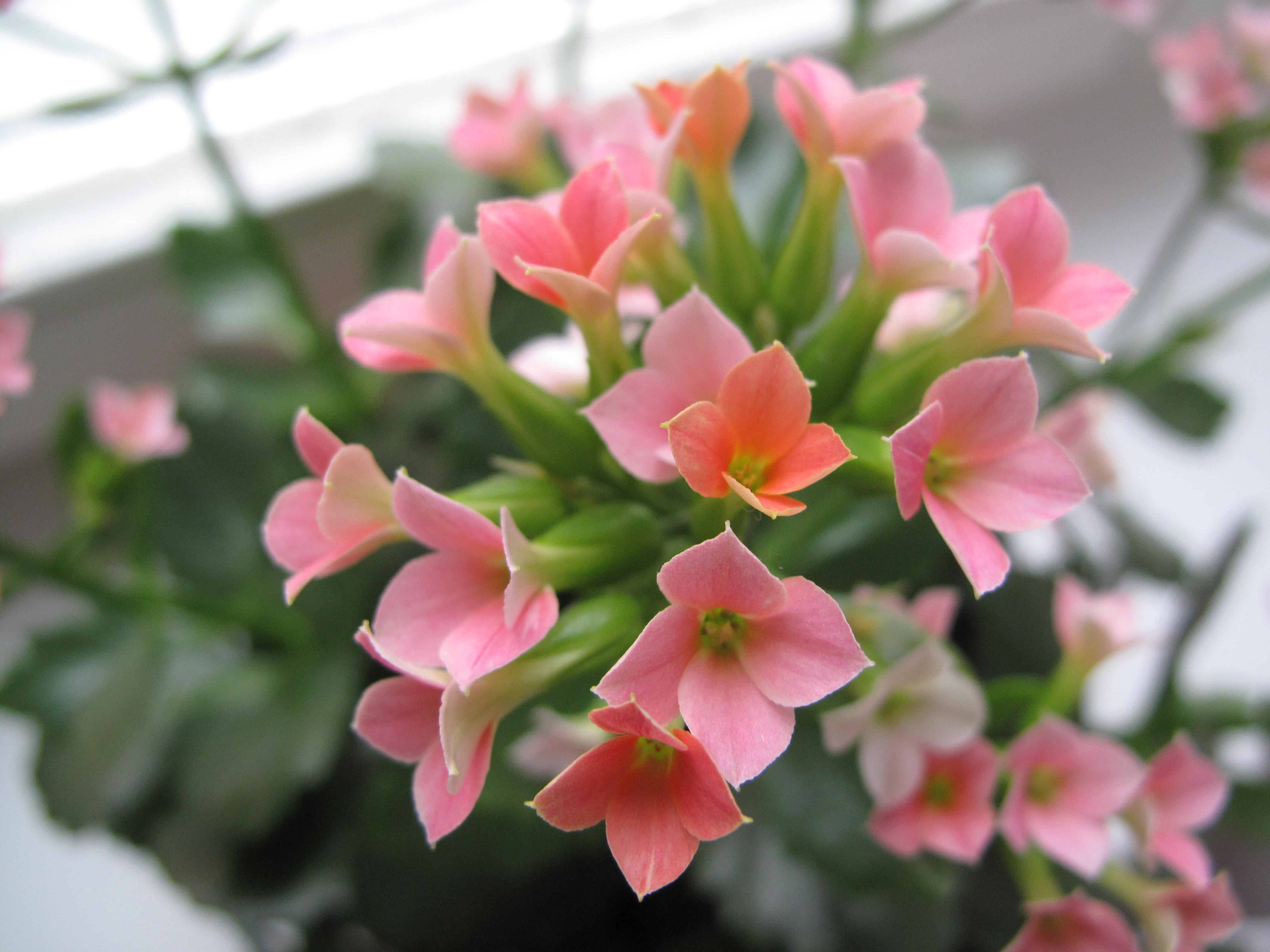
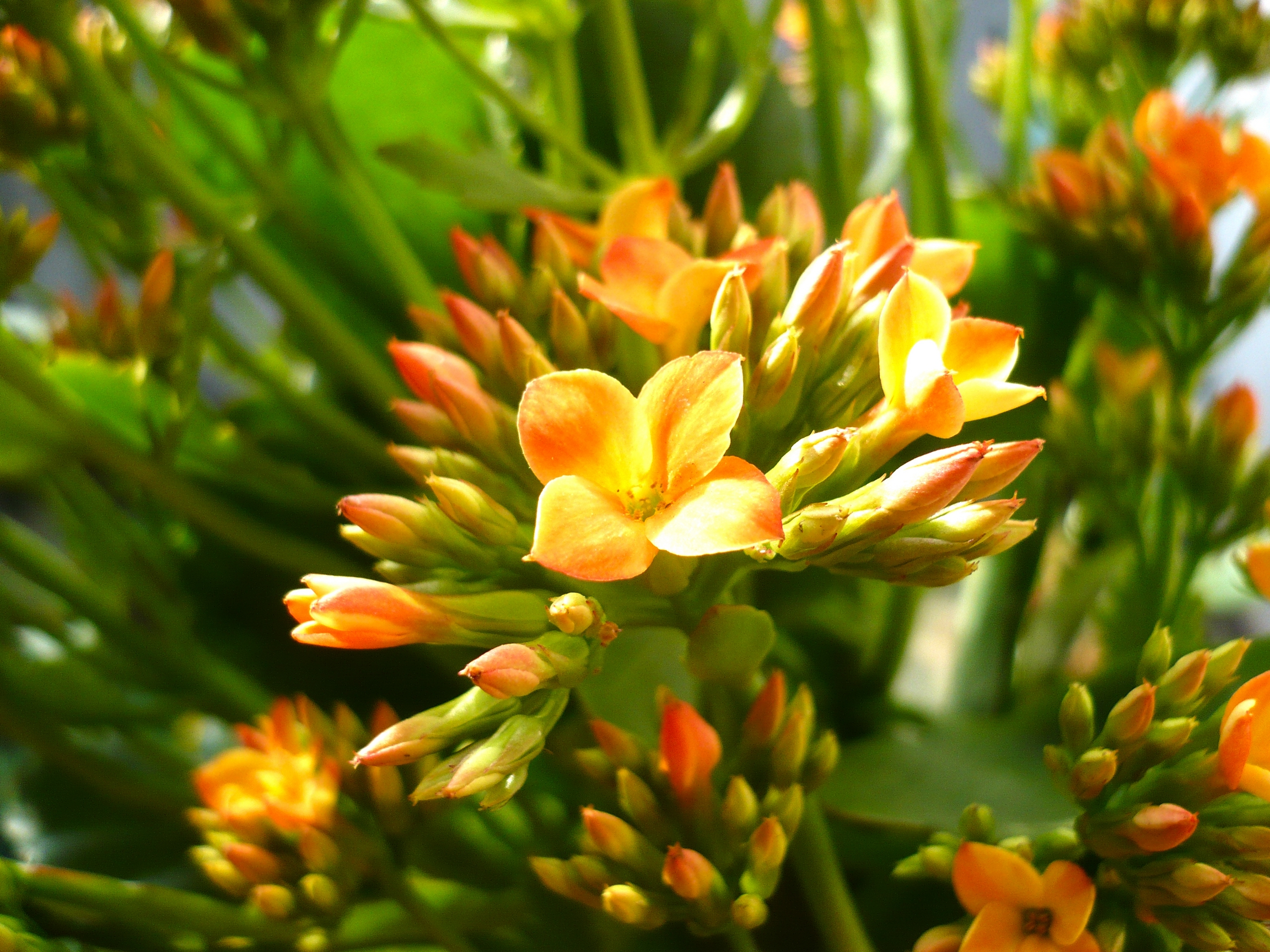
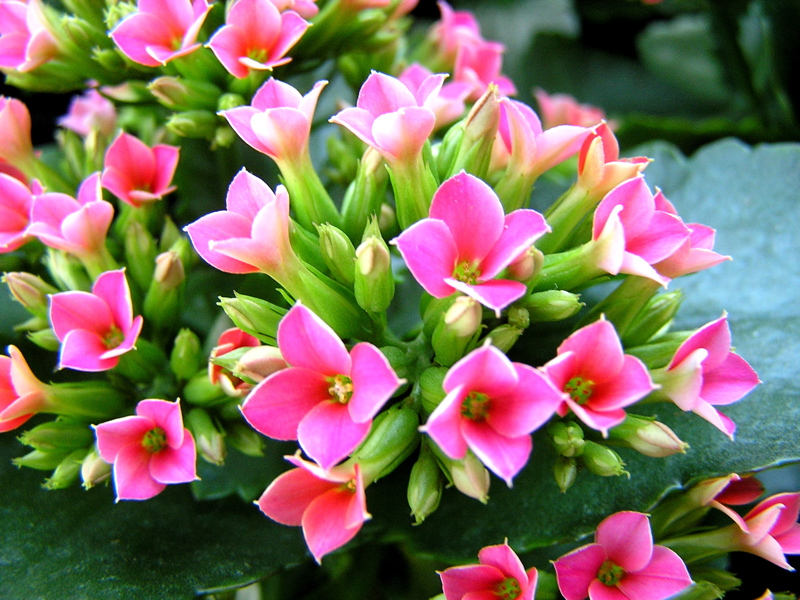
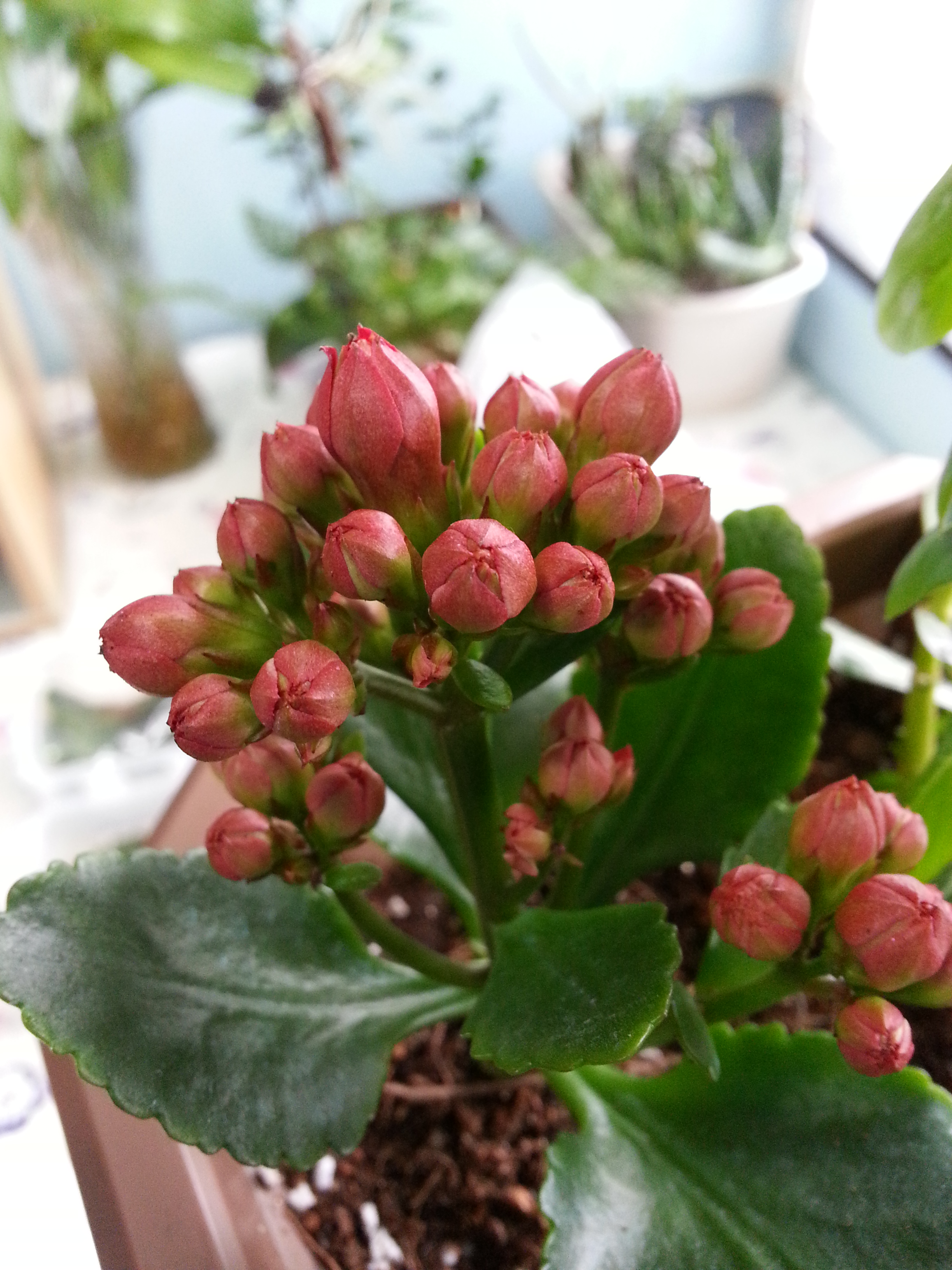
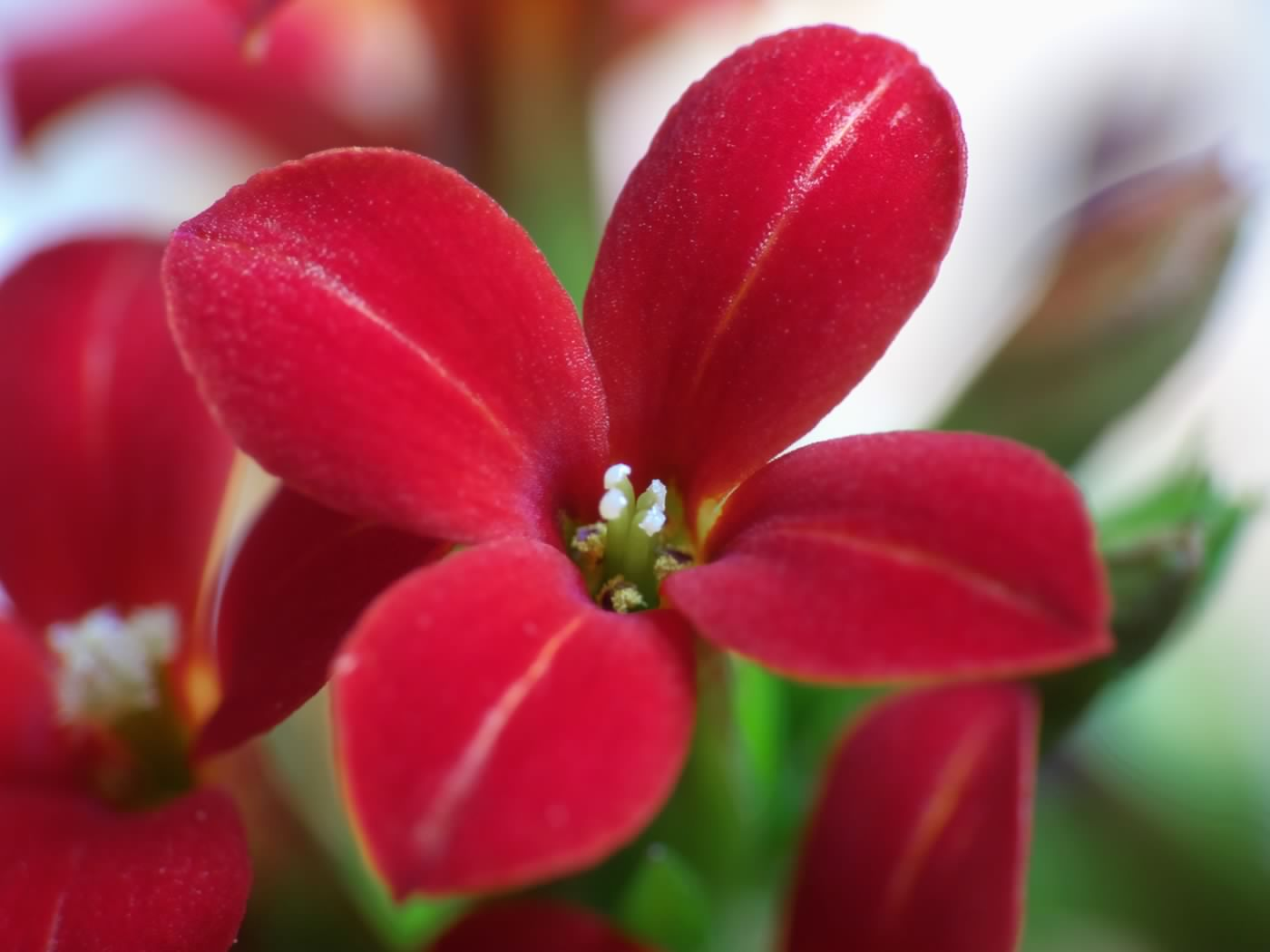